# Pliešovce
Pliešovce – wieś (obec) na Słowacji położona w kraju bańskobystrzyckim, w powiecie Zwoleń. Pierwsze wzmianki o miejscowości pochodzą z roku 1332.
Według danych z dnia 31 grudnia 2012, wieś zamieszkiwało 2267 osób, w tym 1170 kobiet i 1097 mężczyzn.
W 2001 roku rozkład populacji względem narodowości i przynależności etnicznej wyglądał następująco:
- Słowacy – 97,15%
- Czesi – 0,92%
- Morawianie – 0,05%
- Polacy – 0,14%
- Rusini – 0,05%
- Węgrzy – 0,18%

Ze względu na wyznawaną religię struktura mieszkańców kształtowała się w 2001 roku następująco:
- Katolicy rzymscy – %
- Grekokatolicy – %
- Ewangelicy – %
- Prawosławni – %
- Husyci – %
- Ateiści – %
- Przedstawiciele innych wyznań – %
- Nie podano – %